# Aghem jezik
Aghem jezik (wum, yum; ISO 639-3: agq), jedan od pet zapadnih ring jezika, šire skupine Wide Grassfields, kojim govori 26 700 ljudi (2000) u provinciji North West u Kamerunu.
Srodan je jezicima Isu [isu] i Weh [weh]. Postoje minimalne regionalne razlike u govoru. Govornici se služe i engleskim [eng], kamerunskim pidžinom [wes], weh ili isu jezicima. Pismo: latinica.

## Glasovi
35: t k kp ? b d g gb m n nj N Nm gF s z bv ts tS dz dZ l j w i I e E a a_) O o U u f

## Vanjske poveznice
- Ethnologue (14th)
- Ethnologue (15th)